# Margaret George
Margaret George, född 19 januari 1943 i Nashville i Tennessee, är en amerikansk författare av historisk skönlitteratur. Hon har varit fascinerad av andra kulturer sedan barnsben. När hennes research inte tar henne utomlands bor hon i Madison i Wisconsin. Redan med debutromanen Henrik VIII fick hon 1989 sitt genombrott som författare.

## Biografi
Margaret George föddes 1943 i Nashville, Tennessee. Hennes far var från en stad nära Oxford, Mississippi, där även William Faulkner bodde. Båda föräldrarna var fascinerad av litteratur. Faderns jobb som diplomat gjorde att familjen ofta flyttade till andra länder. 
Paret George tog fyraåriga Margaret till Taiwan på ett lastfartyg. Två år senare flyttade de till Tel Aviv varifrån de reste även till andra platser i Mellanöstern. Därefter ledde faderns diplomatiska karriär familjen till Berlin och Bonn, och slutligen till Washington, D.C.
Redan under tiden i Israel skrev hon noveller när hon fick slut på läsmaterial. En anställd på förlagen Grosset & Dunlap, som granskade de hästberättelser hon skickade in, sa att hon fortfarande hade en dold talang, men att hon behövde arbeta hårt med sin stavning. Hon hade även sköldpaddor i Israel och utvecklade en förkärlek för djur- och naturteman. Båda intressena ledde senare till en dubbelexamen i engelsk litteratur och biologi vid Tufts University. Hon fick sedan en Magistra Artium (MA) i ekologi från Stanford University. Som ett resultat blev hon engagerad i olika miljö- och djurskyddsorganisationer. Professionellt tog kombinationen av hennes expertis henne till National Cancer Institute (inom National Institutes of Health) i Bethesda, Maryland, där hon jobbade med dokumentation under fyra år.
Efter sitt bröllop flyttade hon med sin man till St. Louis i Missouri, sedan till Uppsala i Sverige och slutligen till Madison i Wisconsin, där paret nu har bott i mer än trettio år.
Under tiden fortsatte Margaret att skriva, om än långsamt. I St Louis fick hon idén att skriva en "psykobiografi" om Henrik VIII. Hon sökte vägledning av en historiker vid Washington University och fortsatte systematiskt med ämnet från och med då. Det gick fjorton år mellan hennes ursprungliga idé och publiceringen av romanen Henrik VIII:s självbiografi. Den bär suffixet "självbiografi" eftersom den är skriven som om Henrik kunde ha skrivit den själv. 
Efter Henrik VIII skrev 1992 hon Maria av Skottland: roman om en drottning (om Maria Stuart) och 1997 Kleopatra (om Kleopatra av Egypten). Den senare blev grunden för en tv-miniserie producerad av ABC Network 1999, med Timothy Dalton och Billy Zane i huvudrollerna. Romanen har översatts till nitton språk.  
Maria Magdalena står i centrum i Maria kallad Magdalena, som publicerades 2002. 2006 porträtterade hon Helena (Helena av Troja) i form av en roman, som enligt grekisk mytologi var orsaken till det trojanska kriget. Samma år presenterade hon en illustrerad barnbok med hennes husdjurssköldpadda, Lucille Lost.

## Stil och teman
Margaret George blev biograf och talesperson för människor som tilltalar henne på något sätt. För George är empati med dessa livshistorier som ett spännande, annorlunda liv på ett säkert avstånd. På grund av intensiv vetenskaplig forskning begränsar hon sig till ämnen i antiken eller renässansen i Storbritannien. Hennes romaner finns regelbundet med på New York Times bestsellerlistor.

### Romaner
- George, Margaret. - Henrik VIII:s självbiografi; översättning: Asra Lindberg. - 1989 (Originaltitel: The Autobiography of Henry VIII. With Notes by His Fool, Will Somers, 1986)
- George, Margaret. - Maria av Skottland : roman om en drottning; översättning: Barbro Ahlström. - 1993. (Originaltitel: Mary Queen of Scotland and The Isles. A  1992)
- George, Margaret. - Kleopatra; översättning: Cecilia Lyckow Bäckman. - 1998 (Originaltitel: The Memoirs of Cleopatra, 1997)
- Mary, Called Magdalene, 2002 (Ej publicerad på svenska. )
- Helen of Troy, 2006 (Ej publicerad på svenska. )
- Elizabeth I En roman . Macmillan Publishers, New York 2011, ISBN 978-0-230-75581-9 . (Ej publicerad på svenska. )
- The Confessions of Young Nero. Berkley Books, New York 2017, ISBN 978-0-451-47338-7. (Ej publicerad på svenska. )
- The Splendor Before the Dark. A Novel of the Emperor Nero (= Nero Series; 2). Berkley Books, New York 2018, ISBN 978-0-399-58462-6.(Ej publicerad på svenska. )

### Barnböcker
- Lucille Lost. A True Adventure. Viking Juvenile, New York 2006, ISBN 0-670-06093-3.(Ej publicerad på svenska. )